# Cerodontha affinis
Cerodontha affinis är en tvåvingeart som först beskrevs av Fallen 1823.  Cerodontha affinis ingår i släktet Cerodontha och familjen minerarflugor. Arten är reproducerande i Sverige. Inga underarter finns listade i Catalogue of Life.